# Сплюшка андаманська
Сплюшка андаманська (Otus balli) — вид совоподібних птахів родини совових (Strigidae). Ендемік Індії. Вид названий на честь ірландського зоолога Валентіна Болла.

## Опис

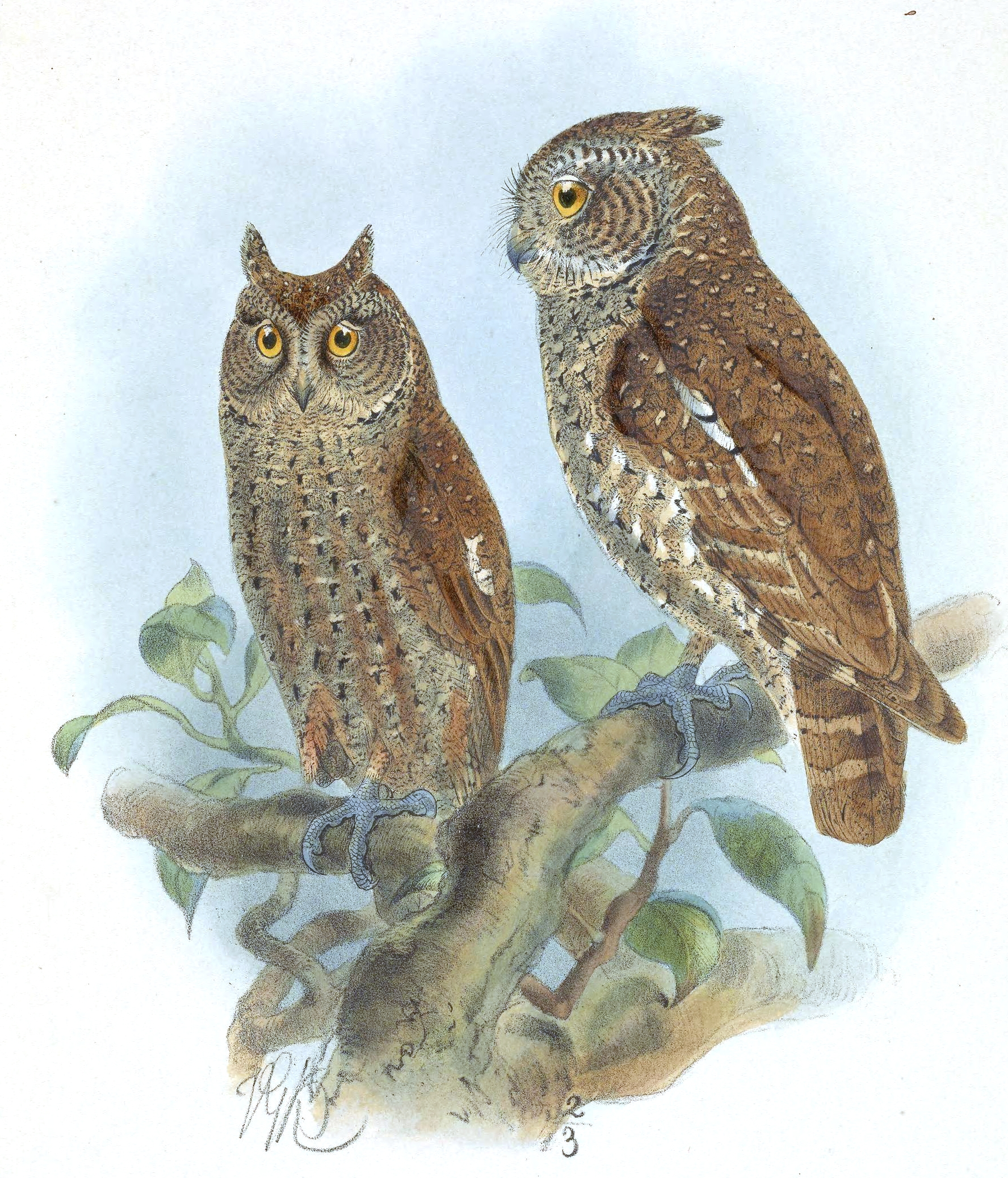
Андаманські сплюшки

Довжина птаха становить 18-19 см. Забарвлення існує в рудувато-коричневій і сірувато-коричневій морфах. Над очима світлі "брови". на голові слабо виражені пір'яні "вуха". Верхня частина тіла місцями поцяткована чорними і білими плямами. Махові пера коричневі, поцятковані білими смужками. Хвіст коричневий, смугастий. Нижня частина тіла більш світліша, сірувата, на грудях тонкі темні смужки і чорні плямки. Райдужки жовті, дзьоб жовтий або зеленувато-роговий. Лапи наполовину оперені, тілесного кольору, сірі або зеленувато-жовті. Голос — м'яке угукання «хуу-хуу-кууруу».

## Поширення і екологія
Андаманські сплюшки є ендеміками Андаманських островів. Вони живуть у вологих рівнинних тропічних лісах, в рідколіссях і садах. Ведуть нічний спосіб життя, живляться жуками та іншими комахами, а також гусінню. Сезон розмноження триває з лютого по квітень. Гніздяться в дуплах дерев, на висоті від 2 до 4 м над землею. В кладці 2-3 яйця.